# Marismas de Santoña, Victoria y Joyel
Marismas de Santoña, Victoria y Joyel este o arie protejată (arie specială de conservare — SAC, sit de importanță comunitară — SCI) din Spania întinsă pe o suprafață de 3.701,54 ha, integral pe uscat.

## Localizare
Centrul sitului Marismas de Santoña, Victoria y Joyel este situat la coordonatele 43°26′14″N 3°28′32″W / 43.4373°N 3.4756°V.

## Înființare
Situl Marismas de Santoña, Victoria y Joyel a fost declarat sit de importanță comunitară în decembrie 1997 pentru a proteja 4 specii de plante și 188 de specii de animale. Situl a fost protejat și ca arie specială de conservare în decembrie 2015.

## Biodiversitate
Situată în ecoregiunile atlantică și marină Atlantică, aria protejată conține 25 de habitate naturale: Tufărișuri halofile mediteraneene și termo-atlantice (Sarcocornetea fruticosi), Păduri aluvionare cu Alnus glutinosa și Fraxinus excelsior (Alno-Padion, Alnion incanae, Salicion albae), Dune mobile cu vegetație embrionară, Liziere de ierburi înalte hidrofile de câmpie și de nivel montan până la alpin, Estuare, Bancuri de nisip acoperite în permanență slab de apă marină, Dune de coastă fixe cu vegetație erbacee („dune gri”), Dune mobile de-a lungul țărmului cu Ammophila arenaria („dune albe”), Păduri de stejar sau de stejar și carpen sub-atlantice și medio-europene de Carpinion betuli, Terase mlăștinoase și terase nisipoase neacoperite de apă la reflux, Salicornia și alte specii anuale care populează regiunile mlăștinoase și nisipoase, Pajiștile Spartina (Spartinion maritimae), Depresiuni intradunale umede, Pajiști uscate atlantice de coastă cu Erica vagans, Pajiști uscate europene, Pajiști uscate seminaturale și facies de acoperire cu tufișuri pe substraturi calcaroase (Festuco-Brometalia) (* situri importante pentru orhidee), Păduri de Quercus ilex și Quercus rotundifolia, Mlaștini calcaroase cu Cladium mariscus și specii de Caricion davallianae, Vegetație anuală la limita mareei, Râuri cu maluri nămoloase cu vegetație de Chenopodion rubri p.p. și Bidention p.p., Faleze cu vegetație de pe coastele atlantice și baltice, Pășuni atlantice udate de apa mării (Glauco-Puccinellietalia maritimae), Lagune de coastă, Lande oro-mediteraneene cu formațiuni endemice de grozamă, Păduri de Castanea sativa.
La baza desemnării sitului se află mai multe specii protejate:
- plante (4): Woodwardia radicans, Trichomanes speciosum, Culcita macrocarpa, Limonium lanceolatum
- păsări (174): rață mare (Anas platyrhynchos), gâscă cenușie (Anser anser), rață pestriță (Anas strepera), rață pitică (Anas crecca), rața moțată (Aythya fuligula), gârliță mare (Anser albifrons), rață-cu-cap-castaniu (Aythya ferina), rață mare (Anas platyrhynchos), șoim călător (Falco peregrinus), stârc roșu (Ardea purpurea), gâscă cenușie (Anser anser), stârc pitic (Ixobrychus minutus), rață pestriță (Anas strepera), rață pestriță (Anas strepera), Mergus serrator, rață-cu-cap-castaniu (Aythya ferina), rață-cu-cap-castaniu (Aythya ferina), rață mare (Anas platyrhynchos), rața moțată (Aythya fuligula), rață pitică (Anas crecca), stârc cenușiu (Ardea cinerea), fluierar de munte (Actitis hypoleucos), culic mare (Numenius arquata), fluierar negru (Tringa erythropus), fâsă de luncă (Anthus pratensis), rață sulițar (Anas acuta), nagâț (Vanellus vanellus), pițigoi de brădet (Parus ater), fugaci mic (Calidris minuta), pescăruș argintiu (Larus cachinnans), lișiță (Fulica atra), pescăruș mic (Larus minutus), mărăcinar (Saxicola rubetra), rață cârâitoare (Anas querquedula), pănțărușul (Troglodytes troglodytes), prundaș gulerat mare (Charadrius hiaticula), Bucephala clangula, Uria aalge, becațină comună (Gallinago gallinago), vânturel roșu (Falco tinnunculus), Numenius phaeopus, pițigoi de brădet (Parus ater), lăcar mare (Acrocephalus arundinaceus), fluierarul de zăvoi (Tringa ochropus), Larus hyperboreus, fluierar negru (Tringa erythropus), prundăraș de sărătură (Charadrius alexandrinus), lăcar-de-rogoz (Acrocephalus schoenobaenus), erete vânăt (Circus cyaneus), Calidris maritima, Calidris canutus, vânturel roșu (Falco tinnunculus), prepeliță (Coturnix coturnix), presură de grădină (Emberiza hortulana), corcodel mare (Podiceps cristatus), porumbel gulerat (Columba palumbus), fluierar de munte (Actitis hypoleucos), pescăruș argintiu (Larus cachinnans), pescăruș râzător (Larus ridibundus), Phalacrocorax aristotelis, Uria aalge, Numenius phaeopus, mărăcinar negru (Saxicola torquatus), prundaș gulerat mare (Charadrius hiaticula), corcodel-cu-gât-negru (Podiceps nigricollis), fâsă de pădure (Anthus spinoletta), stârc cenușiu (Ardea cinerea), silvie de tufiș (Sylvia undata), fluierar cu picioare verzi (Tringa nebularia), muscar sur (Muscicapa striata), Aythya marila, Phalacrocorax aristotelis, găinușă de baltă (Gallinula chloropus), Calidris canutus, muscar sur (Muscicapa striata), porumbel gulerat (Columba palumbus), Branta bernicla, Larus marinus,  prundaș gulerat mic (Charadrius dubius), sitar de mâl (Limosa limosa), porumbel gulerat (Columba palumbus), pănțărușul (Troglodytes troglodytes), rață lingurar (Anas clypeata), Certhia brachydactyla, rață lingurar (Anas clypeata), pițigoi de brădet (Parus ater), fluierarul cu picioare roșii (Tringa totanus), codroșul de pădure (Phoenicurus phoenicurus), Catharacta skua, șorecarul comun (Buteo buteo), lișiță (Fulica atra), pupăză (Upupa epops), cormoran mare (Phalacrocorax carbo), fluierarul de zăvoi (Tringa ochropus), rață catifelată (Melanitta fusca), nagâț (Vanellus vanellus), cinteză (Fringilla coelebs), Hydrobates pelagicus, scoicar (Haematopus ostralegus), ploier argintiu (Pluvialis squatarola),  prundaș gulerat mic (Charadrius dubius), Branta bernicla, fluierar de munte (Actitis hypoleucos), corcodel mare (Podiceps cristatus), Bucephala clangula, Larus marinus, pietruș (Arenaria interpres), Calidris maritima, fugaci mic (Calidris minuta), Capîntortură (Jynx torquilla), fugaci de țărm (Calidris alpina), corcodel mic (Tachybaptus ruficollis), Capîntortură (Jynx torquilla), rață catifelată (Melanitta fusca), mărăcinar negru (Saxicola torquatus), rață neagră (Melanitta nigra), prundăraș de sărătură (Charadrius alexandrinus), șorecarul comun (Buteo buteo), turturică (Streptopelia turtur), pescăruș argintiu (Larus cachinnans), pescăruș negricios (Larus fuscus), ferestrașul mare (Mergus merganser), lișiță (Fulica atra), scoicar (Haematopus ostralegus), pănțărușul (Troglodytes troglodytes), chirighiță-cu-aripi-albe (Chlidonias leucopterus), Larus hyperboreus, prepeliță (Coturnix coturnix), fluierar cu picioare verzi (Tringa nebularia), călifar alb (Tadorna tadorna), rață neagră (Melanitta nigra), fâsă de luncă (Anthus pratensis), vânturel roșu (Falco tinnunculus), fluierarul cu picioare roșii (Tringa totanus), rață fluierătoare (Anas penelope), pupăză (Upupa epops), Phalacrocorax aristotelis, cormoran mare (Phalacrocorax carbo), cinteză (Fringilla coelebs), Aythya marila, sitar de pădure (Scolopax rusticola), cinteză (Fringilla coelebs), rață fluierătoare (Anas penelope), șorecarul comun (Buteo buteo), rață sulițar (Anas acuta), culic mare (Numenius arquata), corcodel mic (Tachybaptus ruficollis), găinușă de baltă (Gallinula chloropus), turturică (Streptopelia turtur), becațină comună (Gallinago gallinago), ploier argintiu (Pluvialis squatarola), pescăruș negricios (Larus fuscus), găinușă de baltă (Gallinula chloropus), șoimul rândunelelor (Falco subbuteo), Certhia brachydactyla, alca (Alca torda), Catharacta skua, călifar alb (Tadorna tadorna), Certhia brachydactyla, corcodel mic (Tachybaptus ruficollis), Calidris alba, pietruș (Arenaria interpres), codobatura galbenă (Motacilla flava), fugaci de țărm (Calidris alpina), Calidris alba, codobatura galbenă (Motacilla flava), rață lingurar (Anas clypeata), fâsă de pădure (Anthus spinoletta), corcodel-cu-gât-negru (Podiceps nigricollis), șoimul rândunelelor (Falco subbuteo), sitar de mâl (Limosa limosa), mărăcinar negru (Saxicola torquatus), pescăruș râzător (Larus ridibundus), fugaci roșcat (Calidris ferruginea)
- amfibieni (1): Discoglossus galganoi
- mamifere (5): liliacul mic cu potcoavă (Rhinolophus hipposideros), liliac comun (Myotis myotis), liliacul mediteranean cu potcoavă (Rhinolophus euryale), liliac cu urechi de șoarece (Myotis blythii), liliacul mare cu potcoavă (Rhinolophus ferrumequinum)
- nevertebrate (3): rădașcă (Lucanus cervus), Coenagrion mercuriale, Elona quimperiana
- pești (3): somonul (Salmo salar), Alosa alosa, Parachondrostoma miegii
- reptile (2): Lacerta schreiberi, Mauremys leprosa